# 伊菲尼亚克
伊菲尼亚克（法語：Yffiniac，法語發音：[ifiɲak] ⓘ）是法国阿摩尔滨海省的一个市镇，位于该省东部，属于圣布里厄区。

## 地理
伊菲尼亚克（48°29'6"N, 2°40'39"W）面积17.44 平方千米，位于法国布列塔尼大區阿摩尔滨海省，该省份为法国西北部沿海省份，位于布列塔尼半岛北部，北濒大西洋英吉利海峡，西接菲尼斯泰尔省，南至莫尔比昂省，东临伊勒-维莱讷省。
与伊菲尼亚克接壤的市镇（或旧市镇、城区）包括：伊利永、朗格、普莱德朗、波姆雷、凯苏瓦、特雷格。
伊菲尼亚克的时区为UTC+01:00、UTC+02:00（夏令时）。

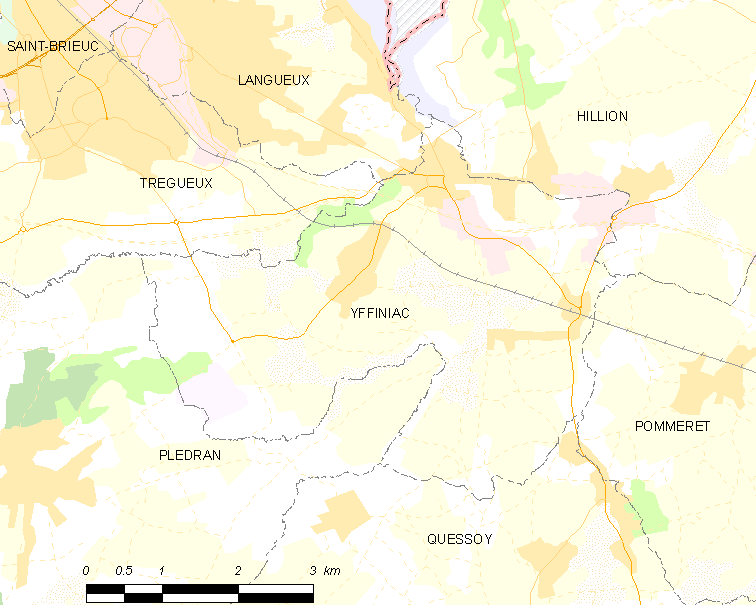
伊菲尼亚克的OSM定位图

## 行政
伊菲尼亚克的邮政编码为22120，INSEE市镇编码为22389。

## 政治
伊菲尼亚克所属的省级选区为特雷格县。

## 交通
法国国道N12线，阿摩尔滨海省省道D10线、D80线、D81线、D712线和D765线经过境内。
伊菲尼亚克站是巴黎－布雷斯特铁路上的一个车站。

## 人口

1962-2008年间伊菲尼亚克人口变化图示

伊菲尼亚克于2022年1月1日时的人口数量为4980人。